# Riddare av Koden
Riddare av Koden est un groupe de death metal mélodique sud-africain, originaire de Secunda. Formé en 2006 par Nathan et Daniel Wilson, le groupe s'appelait originellement Elegy mais à cause de problème de plagiat et de menace de poursuite judiciaire le nom a été changé en Riddare av Koden. Le nom est suédois est littéralement veut dire « Les chevaliers du code ».

## Biographie

### Période Elegy (2006–2009)
Le groupe est formé en octobre 2006 par les frères Nathan et Daniel Wilson, qui avaient respectivement 17 et 23 ans à l'époque. Après avoir perfectionné leur technique les deux frères recrutent Shay Kallie; un ami de longue date qui partageait avec eux la passion du heavy metal. Ils commencent tous les trois à écrire des chansons tout en étant à la recherche d'un chanteur et d'un bassiste. C’est Travis Seager, également ami des deux frères, qui rejoint la formation en tant que chanteur. Ils auditionnent ensuite plusieurs bassistes pour finaliser leur formation. C’est Kevin Webber qui est pris comme bassiste temporaire ; il avait notamment déjà joué avec Shay dans d’autres groupes.
Après plusieurs performances et des liens devenus solides, Kevin devint officiellement le bassiste permanent du groupe. Après leur premier concert, le groupe commence à travailler sur un EP éponyme afin d’entrer dans la scène métal locale. C’est durant cette période que Travis décide de se séparer du groupe pour poursuivre sa propre carrière, le reste du groupe commence alors des auditions pour trouver un autre chanteur. Mais ils ne trouvent pas se qu’ils cherchaient, ils décident donc que se serait Shay qui assumerait le rôle de nouveaux chanteur. Ensuite le groupe part en studio pour enregistrer leur premier EP. En novembre 2009, le groupe reçoit une lettre de leur label leur indiquant qu’ils étaient dans illégalité en utilisant le nom d'Elegy qui est déjà porté par un groupe de power metal néerlandais. C’est alors que Riddare av Koden se forme.

### Riddare av Koden (depuis 2009)
La recherche d’un nouveau nom commence et l’avis des fans est demandé. La semaine suivante le nom de Riddare av Koden est annoncé, mais provoque beaucoup de controverse entre les fans et le public. Il est malgré tout annoncé le 16 novembre 2009. Le groupe travaille ensuite sur un deuxième album studio, puis est annoncé pour plusieurs festivals et une tournée nationale en 2010. En mai 2010, Riddare Av Koden s'associe avec le multi-instrumentaliste Steven de Pina qui est annoncé, en septembre 2010, comme membre et claviériste officiel du groupe,.
Riddare Av Koden soutiendra Ensiferum à sa tournée sud-africaine en octobre 2010,,,,,. En avril 2011, Daniel Wilson (un des deux membres fondateurs) annonce son départ. Riddare Av Koden arrête quelque temps ses tournées en 2011 et joue occasionnellement des concerts et festivals avec Cameron Zuccarelli à la batterie, et sa première apparition à Gaborone, au Botswana. Ils n'effectuent aucune apparition en 2012. À la fin de l'année, Nathan Wilson et Kevin Webber quittent le groupe.
Le 23 mai 2013, Riddare av Koden joue à Johannesbourg, avec William Bishop à la basse. Entretemps, la couverture de Dynasty est réalisée par Jason Enslin et Heimdall Av Koden. En 2013, Andols Herrick annonce sa venue à la batterie au sein de Riddare av Koden, pour leur futur album. Chris Amott (ex-Arch Enemy) se joint à Riddare av Koden en 2015 comme guitariste de session pour la suite de A Voice Will Call.

## Membres

### Membres actuels
- Heimdall av Koden - guitare, chant (depuis 2006)
- Pepi Petkov - guitare, chant (depuis 2013)
- Ruan Graaff - guitare (depuis 2013)
- Steven de Pina - claviers, violoncelle, banjo (depuis 2010)
- Andols Herrick - batterie (depuis 2013)
- Chris Amott - guitare

### Anciens membres
- Nathan Wilson - guitare, chœurs (2006–2012)
- Kevin Webber - basse, chœurs (2006–2012)
- Daniel Wilson - batterie (2006–2011)
- William Bishop - basse, chœurs (2013)
- Thomas Hughes - batterie (2013)

## Discographie
- 2007 : Elegy (EP)
- 2009 : A Voice Will Call